# Магдалена Тодорова
 Тази статия е за журналистката.  За професора по информатика вижте Магдалина Тодорова.  
Магдалена Тодорова е телевизионен журналист, автор на документални филми.

## Биография
Завършва Софийски университет „Свети Климент Охридски“, Факултет „Журналистика и масови комуникации“. Магистър „Комуникационен мениджмънт“, ВСУ „Черноризец Храбър“. Майка на две деца.

### Професионално развитие
През 2009 г. се присъединява към екипа на Телевизия „Черно море“, гр. Варна.
До 2018 г. работи в медията като водещ на сутрешен блок „Утро в нашия град“, автор и водещ на предаване за документалистика „Още по темата“, редактор и водещ на предаване за политика и икономика „Кредит на доверие“. Създава рубриките „Перспективи“ и „Икономически спектър“. Автор на документалните филми „Имало едно време...в Жеравна“, „Четири сезона“, „На дъното на Черно море“, Двореца „Балчик“, ”Burnout”.
През 2019 г. се присъединява в екипа на Mu-Vi.tv. Сценарист и режисьор е на документалните поредици „Стражите на Черно море“ (7 епизода) и Мисия „Военен лекар“ (6 епизода). Автор на документалните филми: „Поморие – черното и бяло злато на България“, „140 години Военноморски сили в България“, „Петрич кале“, „Стъкло в кръвта“, „Варна – сцена на мултинационални младежки общности“, „Един ден в Берлин“ и др.
Водещ е на предаването „Здравен календар“.

## Награди и отличия
- 2017 – Първа награда за документалния филм „I am not my wheelchair”, „Кино в длан“[1]
- 2017 – Първа награда „Златен орех“ на Мрежата за образование за устойчиво развитие за документалния филм „Четири сезона“[2]
- 2019 – Най-добър игрален филм с награда от НАТФИЗ за късометражния „A good night story” – „Кино в длан“[3]
- 2019 – Отличие в осмите годишни награди на БАИТ под патронажа на президента на Република България Румен Радев за журналистически принос в развитието на технологиите
- 2020 – Почетната грамота в раздел „Документално кино“ в журналистическия конкурс в памет на ирландската журналистка Вероника Герин, за филма „140 години Военноморски сили в България“[4]
- 2020 – Първа награда „Златна роза“ на Министерството на туризма за документалния филм „Поморие- черното и бяло злато на България“[5]
- 2022 – Първа награда „Златна роза“ на Министерството на туризма за документалния филм „Стражите на Черно море“[6]

## Обществена дейност
Член на Съюза на свободните писатели в България.
Развива дейности в сферата на публичните комуникации. Като част от екипа на Beehive Co-working Space-Varna, реализира множество обществени инициативи и събития, сред които международни формати на Google, Start UP Grind, Europe code week, Startup Europe week, „Непознатото минало на Стара Варна“ и др.